# Malimbus racheliae
El malimbo de Rachel (Malimbus racheliae) es una especie de ave paseriforme de la familia Ploceidae propia del oeste de África.

## Distribución
Se encuentra localizado en los bosques tropicales de la región circundante al golfo de Guinea, distribuido por Camerún, Guinea Ecuatorial, Gabón y este de Nigeria.

## Comportamiento
El nido es construido por tres o cuatro individuos, de los cuales solo uno es una hembra, y que encabeza la tarea. Una vez finalizado el nido, uno de los machos participantes en la construcción echa a los demás machos. Ambos miembros de la pareja formada se encargan de la incubación de los huevos.